# Mali (Gwinea)
Mali – miasto w Gwinei, w regionie Labé, siedziba administracyjna prefektury Mali.

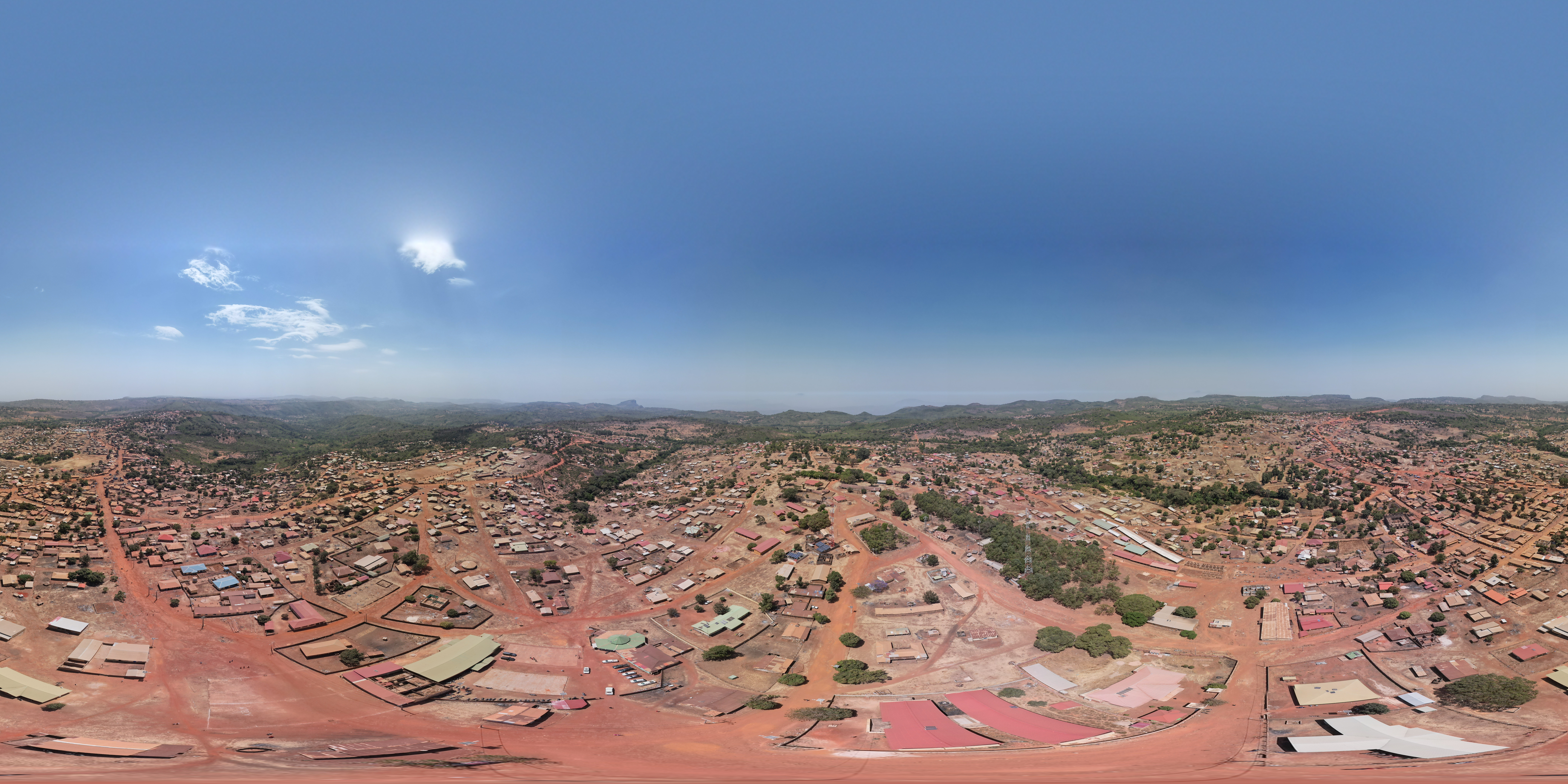
Mali